# 모용초
모용 초(慕容 超, 385년 ~ 410년, 재위 : 405년 ~ 410년)는 중국 오호 십육국 시대 남연(南燕)의 2대 황제이자 마지막 황제이다. 자는 조명(祖明), 묘호나 시호는 없다.

## 생애
모용초는 전연의 북해왕(北海王) 모용납(慕容納)의 아들로 어머니는 단씨(段氏)이다. 370년에 전연이 멸망하자 모용납의 동생 모용덕(慕容德)은 전진(前秦)의 부견에 의해 장액(張掖)의 태수로 임명되었다. 모용납은 모용덕을 따라 온 가족을 이끌고 장액으로 이주하였다.
383년에 부견이 비수대전을 일으키자 모용덕은 형 모용수를 따라 종군하였는데 가족들을 모두 장액에 남겨두었다. 모용덕은 떠나면서 어머니 공손씨에게 금으로 만든 칼을 증표로 남겨주었다.
비수대전에서 부견이 몰락한 이후 384년부터 모용수가 후연(後燕)을 건국하고 부견의 서장자 부비(苻丕)와 전쟁을 벌였다. 이 소식이 장액에 전해지자 장액을 지키던 부창(苻昌)은 모용덕의 일족을 모두 처형하였다.
다만 모용납, 모용덕 형제의 어머니 공손씨(公孫氏)는 나이가 많아 처형을 면했고, 모용납의 부인 단씨는 임신 중이었기 때문에 처형을 결정하지 못해 감옥에 남아 있었다. 이때 감옥을 관리하던 관리인 호연평(呼延平)은 과거 모용덕의 은혜를 받은 일이 있어 공손씨와 단씨를 탈출시켜 주었고, 함께 강족(羌族) 부락으로 도망쳤다.
호연평의 보호 아래 단씨는 모용초를 낳았다. 모용초가 10여 세가 되었을 때 공손씨가 세상을 떠나면서 모용초에게 모용덕이 증표로 남긴 금칼을 물려주었다.
얼마 후 이들은 후량(後凉)의 고장(姑臧)으로 이주하였으며 후량이 멸망하자 다시 후진(後秦)의 장안으로 이주하였다.
호연평이 죽자 모용초는 어머니 단씨의 뜻에 따라 호연평의 딸과 결혼하였다. 모용초는 자신의 숙부가 남연의 황제였기 때문에 정체가 탄로날 것을 두려워하여 미친 척 하여 후진의 천왕 요흥에게 등용되지 않도록 하였다.
405년, 모용초는 모용덕이 보낸 밀사를 통해 모용덕이 자신을 찾고 있다는 사실을 알고 가족들을 남겨둔 채 단신으로 밀사를 따라 모용덕을 찾아갔다. 이 과정에서 모용초는 모용덕의 부하 모용법(慕容法)과 알력을 가졌다. 모용덕은 모용초가 조카인 것을 확인하고 곧 태자로 삼았으며 얼마 뒤에 사망하였다. 모용초는 모용덕의 뒤를 이어 남연의 황제로 즉위하였다.
모용초는 모용덕의 옛 부하들과 관계가 원만하지 못하여 자신의 친우인 공손오루(工孫五樓)를 중용, 측근 정치를 실시하였다. 이에 불만을 품은 모용법, 모용종(慕容鐘), 단굉(段宏) 등은 406년에 모반을 일으켰으나 곧 진압되었다. 모용초는 모반을 진압하여 불만세력을 일소하고 독재 체제를 구축하였다.
407년, 모용초는 후진에 사신을 보내 어머니와 부인 호연씨를 송환해 줄 것을 요구하였다. 후진의 요흥은 모용초의 요구에 대한 조건으로 남연이 후진에 신속할 것과 태악(太樂)을 바칠 것을 걸었다. 이에 모용초는 신하들의 반대를 물리치고 태악을 바치고 어머니와 부인을 돌려 받았다.
409년, 모용초는 태악을 다시 구하기 위해 동진(東晉)을 공격하여 악공들을 약탈하였다. 이에 동진의 권력자 유유(劉裕)가 북벌군을 일으켜 남연을 침공하였다.
모용초는 험한 곳을 지키자는 신하들의 의견을 물리치고 유유의 북벌군을 영내로 끌어들여 단기 결전을 벌이려고 하였다. 그러나 전투에서 패하여 모용초는 수도 광고(廣固)에서 6개월 여를 농성하였다.
410년에 성이 함락되고 포로로 잡힌 모용초는 건강(建康)으로 끌려가 처형되었다.

## 가족

### 아내
- 호연황후(呼延皇后)
- 위부인(魏夫人)

## 참고 문헌
- 《진서(晉書)》
- 《자치통감(資治通鑑)》

| 전 대 모용덕(慕容德) | 제2대 남연 황제 405년 ~ 410년 | 후 대 - |